# Ceratozamia leptoceras
Ceratozamia leptoceras — вид саговникоподібних з родини замієвих (Zamiaceae). Місцем проживання цього виду є Мексика (Герреро).